# Bogdan Daleszak
Bogdan Stanisław Daleszak, pseudonimy: „Robert Abart”, „Daniel Damian Grasant”, „bd”, „Daal” (ur. 28 listopada 1940 w Hostynnem, zm. 4 sierpnia 2011 we Wrocławiu) – polski dziennikarz i autor powieści o tematyce kryminalno-sensacyjnej.

## Życiorys
Pracę w zawodzie dziennikarza zaczynał w roku 1964 w "Gazecie Robotniczej", gdzie redagował kolumnę studencką. Z czasem zaczął specjalizować się w reportażu i publicystyce społeczno-prawnej. W roku 1984 przeszedł do redakcji tygodnika społeczno-politycznego "Sprawy i Ludzie", w którym pracował do roku 1990. W latach 1990–92 wydawał i kierował jako redaktor naczelny dwa czasopisma o tematyce sensacyjno-kryminalnej: "Super Komandos: dwutygodnik ogólnopolski" i "Detektyw Dolnośląski: sensacje, afery, tajemnice, zbrodnie". W latach 1992–95 związany był z redakcją "Wieczoru Wrocławia", gdzie prowadził dział sensacji. W Wieczorze pisał pod pseudonimami Robert Abart i Daniel Damian Grasant. Był członkiem: Rady Naczelnej Polskiego Komitetu Pomocy Społecznej i Prezydium Rady Głównej Stowarzyszenia Autorów Polskich.

## Twórczość
Bogdan Daleszak jest autorem trzech powieści kryminalnych i siedmiu książek będących zbiorem reportaży, głównie o tematyce kryminalnej, a jedna z nich ("Bedeker wrocławski") to przewodnik po Wrocławiu.
- Bedeker wrocławski (Zakład Narodowy im. Ossolińskich, Wrocław 1970)[1]
- Strzały w Małpim Gaju: pitaval dolnośląski (Wydawnictwo "Śląsk", Katowice 1973)[2]
- Proszę wprowadzić podejrzanego (Zakład Narodowy im. Ossolińskich, Wrocław 1975)[3]
- Zarządzam blokadę całego rejonu  (Zakład Narodowy im. Ossolińskich, Wrocław 1975)
- Śmierć podróżowała "stopem" (Iskry, Warszawa 1978)[4]
- Zagrozić miastu (Iskry, Warszawa 1980)[5]
- W ubraniu skocz do jeziora (Iskry, Warszawa 1986)[6]

## Literatura
- Andrzej Bułat: Boguś? Sam ty jesteś Boguś!. [dostęp 2020-06-07].
- Elżbieta Ciborska: Leksykon polskiego dziennikarstwa. Elipsa, 2000, s. 106.
- Encyklopedia Wrocławia. Wyd. III. Wrocław: Wydawnictwo Dolnośląskie, 2006, s. 134.